# Ḩeşār Āndaf
Ḩeşār Āndaf (persiska: Ḩeşārandaf, حصار آندف) är en ort i Iran.   Den ligger i provinsen Nordkhorasan, i den nordöstra delen av landet, 600 km öster om huvudstaden Teheran. Ḩeşār Āndaf ligger 1 301 meter över havet och antalet invånare är 487.
Terrängen runt Ḩeşār Āndaf är varierad.Runt Ḩeşār Āndaf är det ganska glesbefolkat, med 38 invånare per kvadratkilometer. Närmaste större samhälle är Fārūj, 13,6 km söder om Ḩeşār Āndaf. Omgivningarna runt Ḩeşār Āndaf är i huvudsak ett öppet busklandskap.